# 大坂口御番所跡
大坂口御番所跡（おおさかぐちごばんしょあと）は、徳島県板野町にある番所跡。

## 概要
大坂口御番所は、讃岐街道の大坂峠への登り口にあり、1644年（正保元年）に徳島藩が設置した関所のひとつである。1872年（明治5年）に廃止されるまで約230年間の長きにわたり、村瀬家と久次米家の両家が御番所役人を交代で務め、阿波国と讃岐国間の人や物の出入りの取締に当たった。
御番所そのものは取り壊されて現存しないが、御番所跡には代々番所役人をしていた村瀬家が居住していた建物が現存しており、毎週日曜日に無料で建物内が一般公開されている。
板野町指定史跡（1955年（昭和30年）3月31日指定）。

## 交通
- JR高徳線「阿波大宮駅」より徒歩で約15分。
- 高松自動車道「板野インターチェンジ」より車で約15分。